# Jacques Martin (peintre)
Pour les articles homonymes, voir Jacques Martin et Martin.
Jacques Martin est un peintre français, né le 11 novembre 1844 à Villeurbanne et mort le 13 novembre 1919 à Lyon.

## Biographie
Après des études d'ingénieur chimiste à l'École centrale de Lyon, Jacques Martin devient directeur de la fabrique Coignet, produisant de la colle, de la gélatine, puis du béton.
En 1878, il installe un atelier dans sa résidence située dans l'usine, au no 12 rue Baraban, non loin du cours Lafayette. Autodidacte à une époque où surtout les peintres de l'École des beaux-arts sont reconnus, il est encouragé par François Vernay à s'exercer à la peinture.
Pierre Puvis de Chavannes fut un de ses premiers admirateurs et dira de lui : « Mr Jacques Martin est l'honneur de la peinture lyonnaise actuelle. Ceci, qui ne fait de doute pour personne, fut longtemps tenu pour un paradoxe. Je n'entreprends point le récit des luttes que soutint le vieil artiste. Qu'il me suffise de rappeler que le ton des insultes et des quolibets se haussa singulièrement en son honneur. Quand les critiques ne s'unissaient pas aux peintres, dans une farouche et silencieuse conspiration, ils abreuvaient Jacques Martin des pires sarcasmes. ».
Dès 1881, il participe à de nombreux salons lyonnais et parisiens, il fait notamment partie des artistes retenus à l'Exposition universelle de 1894 et à l'exposition internationale des beaux-arts de 1914.
Vers 1904, il fonde avec Eugène Brouillard le Salon d'automne de Lyon, mais exposera également aux galeries Pouillé-Lecoultre, Maire-Pourceaux, Malaval et galerie des Archers. Il triomphera lors du Salon d'automne de Lyon en 1911.
Il est l'auteur de nombreuses peintures de fleurs, de natures mortes, de nus et de portraits dans lesquels on retrouve l'influence de son maître François Vernay ainsi que du peintre Auguste Renoir.
Il fut également violoniste et fonda une société de musique de chambre où il interprétait les airs classiques de Johann Sebastian Bach, Ludwig van Beethoven et Georg Friedrich Haendel avec le plus grand respect. Appréciant la compagnie des chanteurs, instrumentalistes et causeurs de l'époque, il trouvait leur compagnie dans le plus éminent salon de Lyon, celui de sa cousine Mme Mauvernay. Jacques Martin meurt le 13 novembre 1919 à Lyon et est enterré le 15 novembre 1919 en présence de nombreux admirateurs.

## Son œuvre

### Style
Selon Henri Focillon, « sa peinture étreint les volumes de l'espace à trois dimensions, leur donne l'assiette d'un extraordinaire relief. Elle multiplie la profondeur de l'espace. ».
René Jullian jugea l'œuvre de l'artiste ainsi : « L'œuvre de Jacques Martin respire la joie de peindre : on sent qu'il aime la couleur non point comme un simple véhicule destiné à traduire des idées ou des sentiments, mais pour elle-même et pour le seul plaisir. ». Sa peinture est caractérisée par l'usage de tons gais et francs, comme le démontrent ses natures mortes dans lesquelles la luminosité est travaillée et recherchée.
Il aime également la lumière et l'effet qu'elle peut produire sur sa palette de tons frais. Elle lui apparaissent comme un rayonnement chaud, revêtant son sujet d'un imperceptible filtre roux, que l'on peut assimiler à une dorure naturelle. Son amour de la luminosité se reflète sur les éléments de la nature qu'il se plaît à peindre.
Jacques Martin méprisait les règles ainsi que les peintres qui fignolaient la forme et la couleur de quelques fleurs isolées. Le peintre Antoine Berjon fut l'objet de ses sarcasmes.

### Portraits

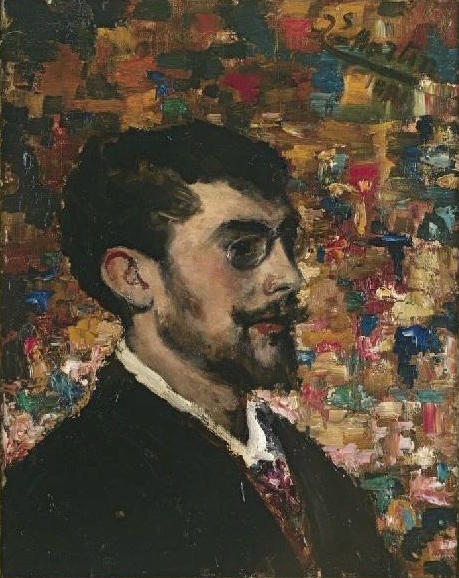
Portrait d'homme (1881), Villefranche-sur-Saône, musée Paul-Dini.

Très peu de portraits et d'autoportraits de l'artiste nous sont parvenus, la plupart prenant pour modèle ses proches : ses enfants, son frère, sa belle-sœur. Il s'intéresse également au visage de ses contemporains lyonnais, comme notamment Émilie Charmy ou Marguerite Cornillac. Les femmes ont été des modèles de choix pour l'artiste. Sensible à la poésie de la chair, aux mouvements et aux courbes féminines, il voit dans chaque geste de la femme un sujet de peinture. Il profite des positions mouvantes pour capter et mettre la lumière sur papier.
Jacques Martin a également peint des portraits d'hommes comme celui de son ami Vernay, caractérisé par son austérité.
Dans Portrait d'homme, Jacques Martin traite le fond en touches séparées, annonçant l'amorce d'une modernité qui verra le jour dans les années 1890. Ce portrait pourrait être celui de Mr Coignet.

### Natures mortes

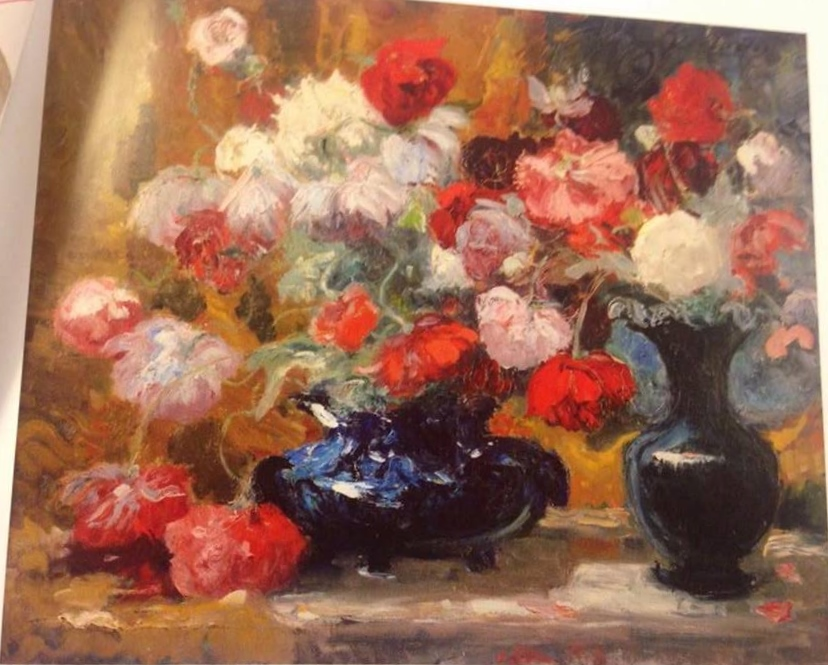
Bouquet de Fleurs aux vases dit aussi Les Pavots (vers 1900), Villefranche-sur-Saône, musée Paul-Dini.

Jacques Martin se passionne très tôt pour les fleurs et représente des bouquets dans des vases. Dans le Bouquet de fleurs aux vases, le traitement de la lumière dans les rouges, les jaunes, les verts, les mauves fait vibrer les pétales. Il nous offre une composition généreuse et agitée. Son talent de coloriste demeure à la base de son enseignement. Il s'intéresse à l'abondance qu'offre la nature, comme le reflètent ses peintures de fruits pulpeux, débordant des corbeilles ou encore des fleurs en gerbe s'épanchant hors des vases. Ses natures mortes sont fraîches et gaies, ses paysages, loin de représenter son environnement habituel, expriment la liberté d'expression de l'artiste et sa joie de peindre. Les paysages de Jacques Martin témoignent de sa passion pour les fleurs, ils représentent le Sud dans toute sa splendeur et plongent les paysages lyonnais dans un printemps lumineux.

### Portrait de femme avec chapeau,MlleCornillac(1904)

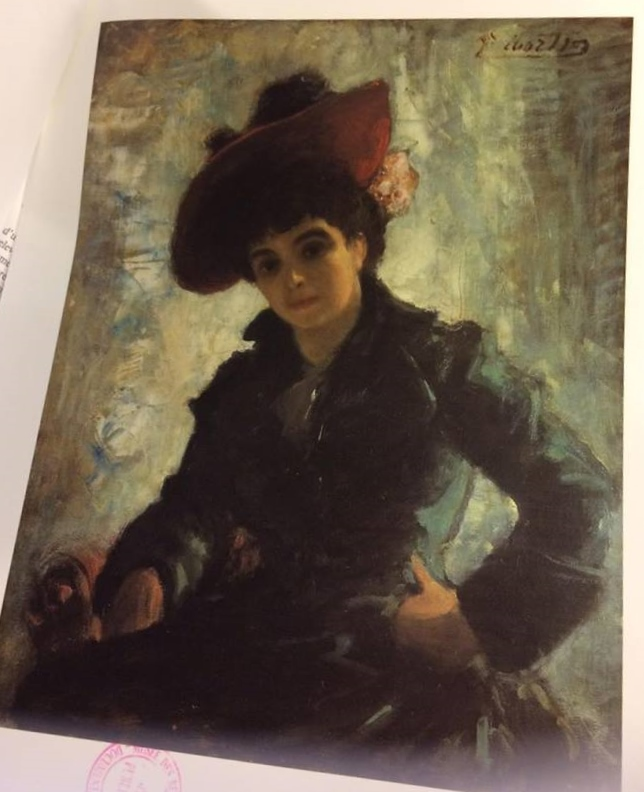
Portrait de femme avec chapeau, Mlle Cornillac (1904), musée des beaux-arts de Lyon.

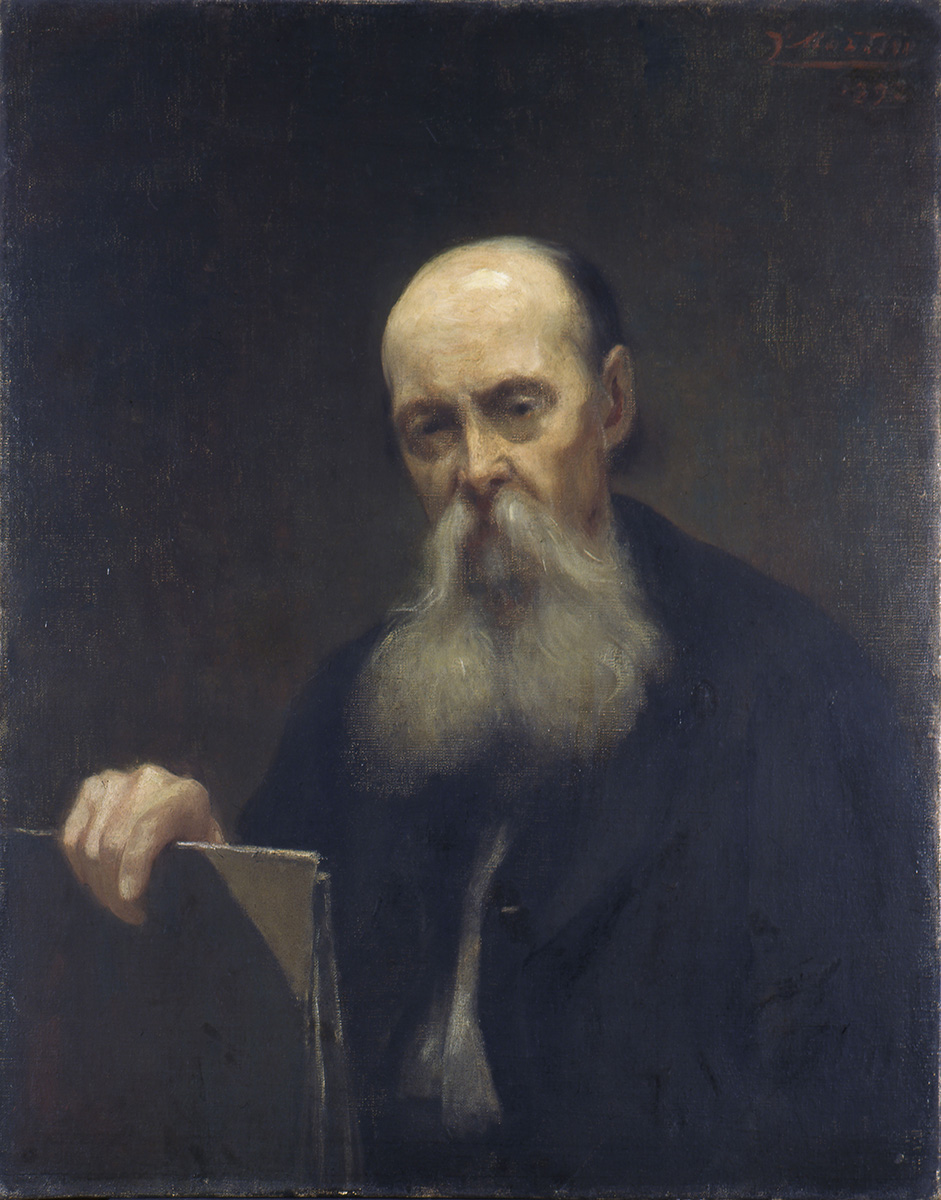
François Vernay (1892), musée des beaux-arts de Lyon.

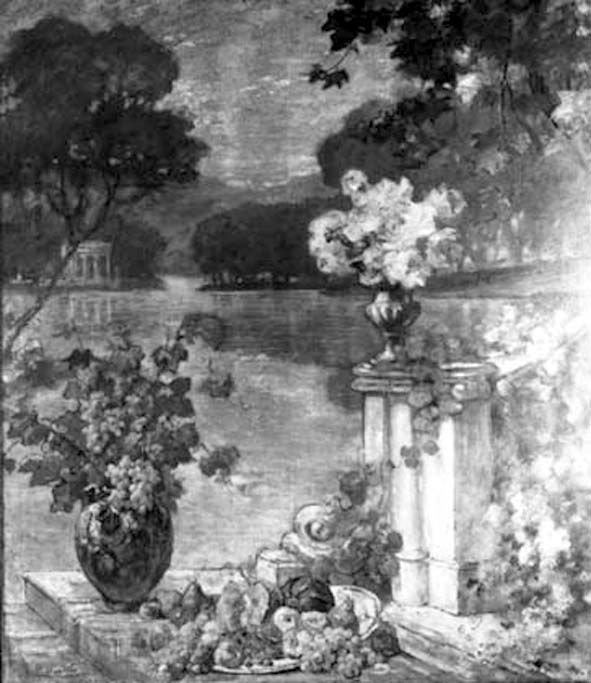
Nature morte devant un paysage, musée des beaux-arts de Lyon.

Outre les portraits d'inconnus, Jacques Martin a également eu l'occasion de représenter l'une de ses confrères, l'artiste peintre lyonnaise Marguerite Cornillac (1862-1952). Sur un fond nuageux fait de tâches grises et turquoise, elle est assise sur une chaise curule et peinte à contre-jour, la main gauche négligemment posée sur la hanche. Elle porte une redingote cintrée vert émeraude qui laisse percevoir un jabot blanc. Elle est coiffée d'un chapeau rouge ornée de roses et de plumes. Elle représente une jeune fille libre, vêtue avec élégance et simplicité. Elle fut l'amie de Jacques Martin qui la fit poser pour plusieurs de ses œuvres.

## Postérité
À la mort de l'artiste en 1919, le musée des beaux-arts de Lyon organise une rétrospective de ses peintures. Au début du XXe siècle, la direction du musée du Luxembourg à Paris lui achète une toile.
Son tableau Fructidor a été exposé à l'hôtel de ville de Lyon à sa mort.

## Œuvres dans les collections publiques
- Antibes, musée Picasso : Nature morte aux pivoines et aux branches de cerisier.
- Chambéry, musée des beaux-arts : Portrait de Pauline Dullin.
- Lyon
  - hôtel de ville : Fructidor, 1885, huile sur toile, 294 × 198 cm.
  - musée des beaux-arts :
    - François Vernay, 1892, huile sur toile, 81 × 65 cm ;
    - Portrait de femme avec chapeau, Mlle Cornillac, 1904, huile sur toile ;
    - Fleurs et fruits, huile sur toile, 81 × 65 cm ;
    - Femme couchée ;
    - Fleurs ;
    - Le Joueur de flûte ;
    - Nature morte devant un paysage ;
    - Paysage, vallon boisé ;
    - Portrait de Cavaroc ;
    - Portrait de Fonville ;
    - Portrait de jeune femme ;
    - Portrait de Monsieur Léon Charbonnier ;
    - Portrait du peintre Vernay ;
    - Raisins ;
    - Sa mère morte.
- Villefranche-sur-Saône, musée Paul-Dini :
  - Portrait d'homme, 1881, huile sur toile ;
  - Bouquet de fleurs aux vases, dit aussi Les Pavots, vers 1900, huile sur toile, 81 × 100 cm ;
  - Allée fleurie ;
  - Bouquet de lilas ;
  - Jetée de fleurs ;
  - La Robe blanche ;
  - Nu dans un fauteuil ;
  - Paysage - Le jardin ;
  - Portrait du peintre Honoré Cavaroc.